# Hôtel-Dieu de Falaise
L'ancien Hôtel-Dieu de Falaise, devenu bibliothèque puis médiathèque, est un édifice situé à Falaise, en France.

## Localisation
Le monument est situé dans le département français du Calvados, à l'angle des rues Gonfroy-Fitz-Rou et Amiral-Courbet, dans le centre-ville de Falaise.

## Historique
L'hôtel-Dieu est détruit en grande partie par les bombardements de la bataille de Normandie. La grande salle de ce lieu d’accueil et de soins est transformée en bibliothèque en 1985, puis en médiathèque intercommunale en 2005.

## Architecture
L'ancienne chapelle est inscrite au titre des Monuments historiques depuis le 31 mai 1927.